# Agrodiaetus pyrenaica
Agrodiaetus pyrenaica är en fjärilsart som beskrevs av Hans Fruhstorfer. Agrodiaetus pyrenaica ingår i släktet Agrodiaetus och familjen juvelvingar. Inga underarter finns listade i Catalogue of Life.